# Kartendrucker

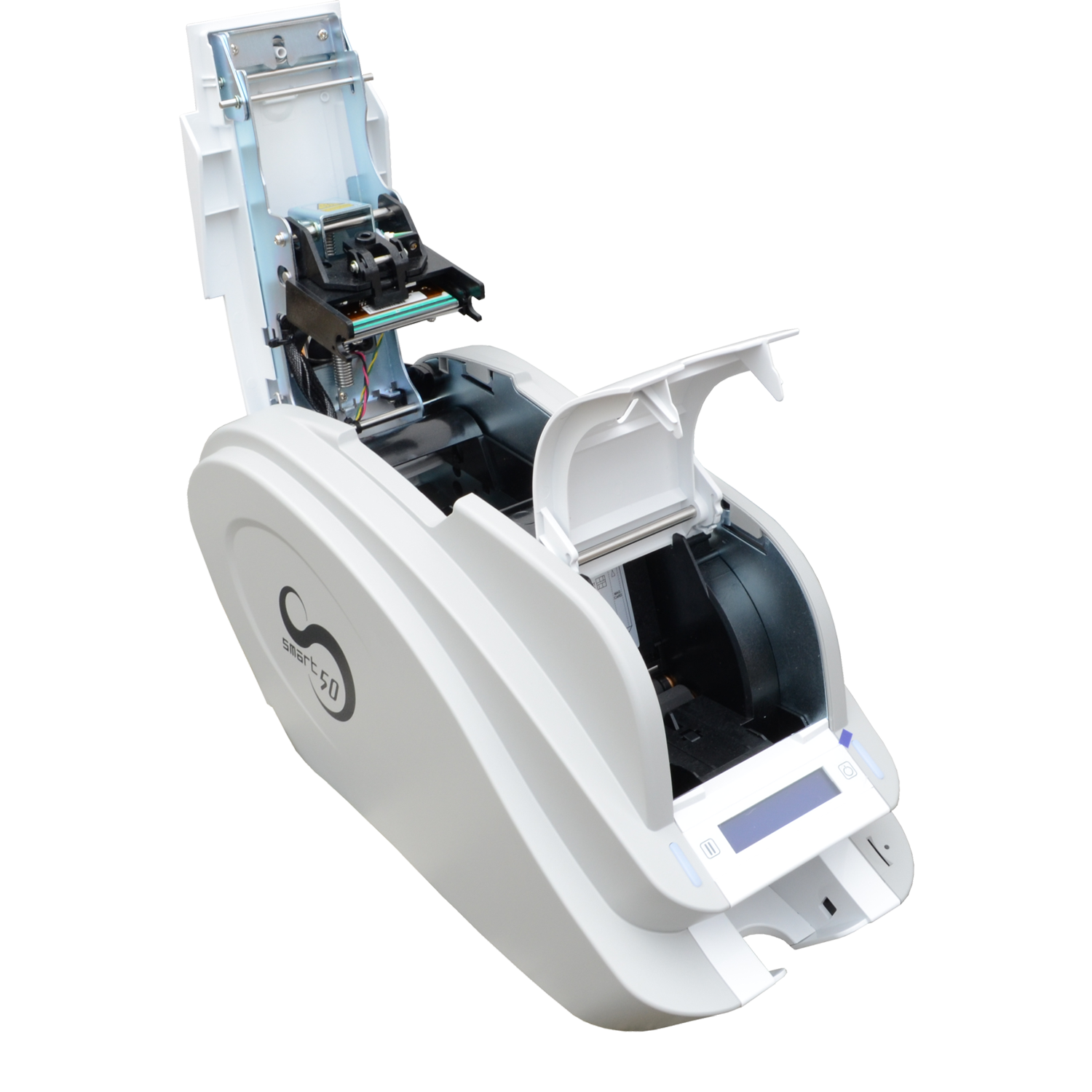
Kartendrucker geöffnet

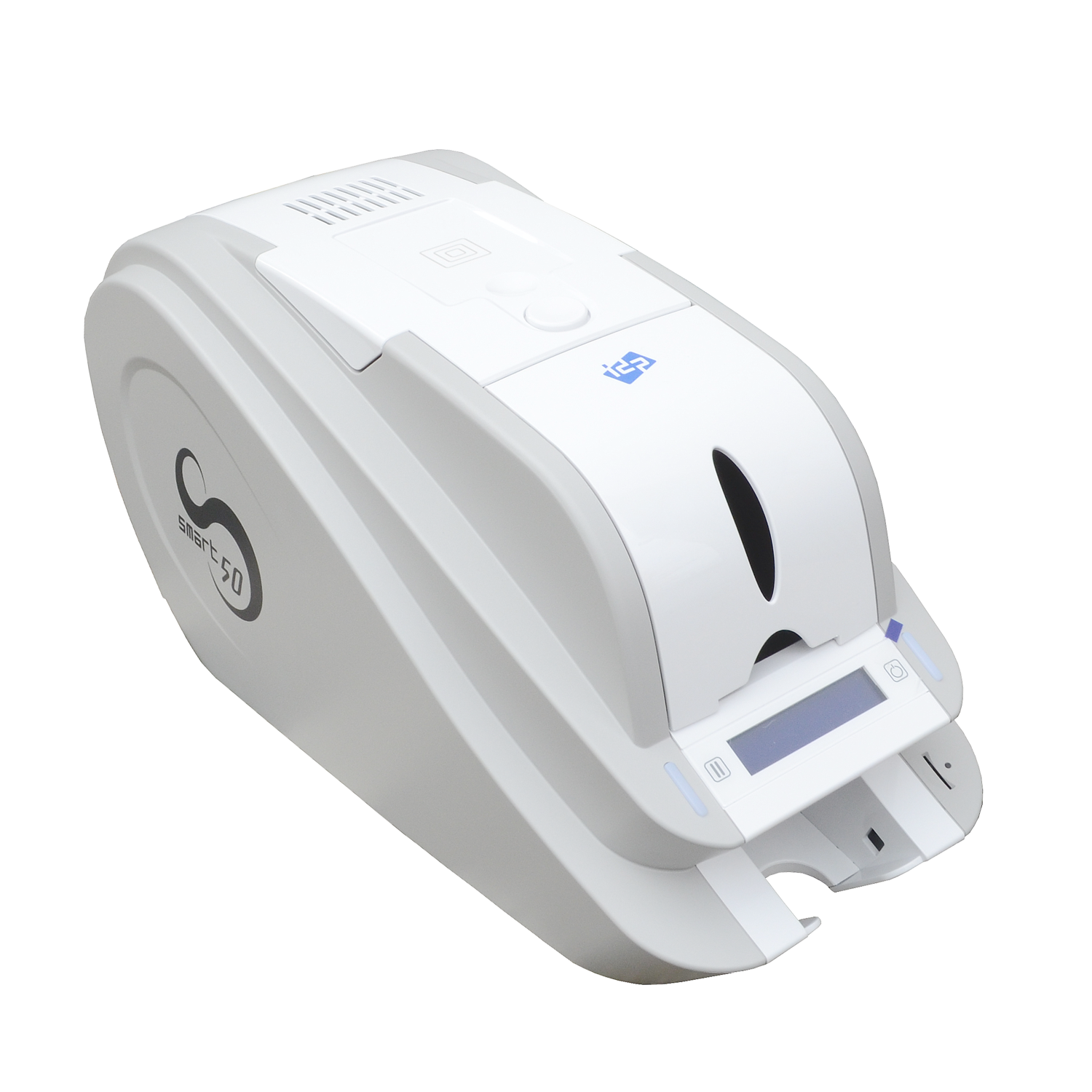
Kartendrucker geschlossen

Kartendrucker, oft auch Chipkartendrucker genannt, sind elektronische Desktop-Drucker mit Einzelkartenzufuhr oder Eingabemagazin zum Bedrucken und Personalisieren von ISO-Standard-Plastikkarten. Damit unterscheiden sie sich von beispielsweise Etikettendruckern, deren Zufuhr auf Endlosmaterial basiert. Die Kartenabmessungen sind üblicherweise 85,60 × 53,98 mm nach ISO 7816 als ID-1 standardisiert. Dieses Format wird auch bei Debit-, Kredit-, Telefonkarten, dem EU-Führerschein, der Krankenversicherungskarte oder beim Elektronischen Personalausweis verwendet. Man spricht auch vom Scheckkartenformat. Die Kartendrucker werden über entsprechende Druckertreiber oder mittels einer eigenen Programmiersprache angesteuert.

## Geschichte

### Die Vorläufer moderner Kartendrucker
Die Geschichte der ersten Kartendrucker geht zurück bis in die 1980er-Jahre. Bis dahin bestand die einzige Möglichkeit, Plastikkarten zu personalisieren, in der Hochprägung inklusive einer einfarbigen Färbung. Mit diesen frühen Monochromdruckern war es zunächst schwierig Logos etc. in das Druckbild einzubinden, da die Druckauflösung zu gering war – die monochromen Personalisierungen hatten zu Beginn eine Auflösung von lediglich 2,75 Punkten/Millimeter. Später wurde die Auflösung zu 4 Punkten/Millimeter und 8 Punkten/Millimeter gesteigert. Aus Kostengründen waren diese Geräte aber nicht zur dezentralen Personalisierung von Plastikkarten geeignet. Der erste portable Kartendrucker wurde von Frank Dorner in Wien erfunden und 1985 unter dem Namen PDC 1800 auf der CeBIT in Deutschland präsentiert.

### Moderne Kartendrucker
Mit der Erfindung des Thermosublimationsdruckes wurde der Weg für vierfarbig druckende Kartendrucker bereitet. Erfinder des Thermosublimationsdruckes ist die Firma Dai Nippon Printing. Der 1989 erschienene Drucker vom Typ DNP CPX10000 war mit knapp 45 Kilogramm Gewicht nicht einfach zu transportieren, verfügte aber bereits über Retransferdrucktechnologie, bei der zunächst eine transparente Folie im Thermosublimationsdruckverfahren farbig bedruckt wird, bevor diese Folie auf die Karte übertragen wird.
Die Thermosublimationsdrucker revolutionierten ab den 1990er-Jahren die Möglichkeiten in der Kartenpersonalisierung, da Schriftart und -größe sehr flexibel wurden. Waren zu Anfang die Druckermodelle in ihren Ausgabemöglichkeiten durch fest installierte Schriftarten- und größen stark limitiert, wurde rasch eine Unterstützung für TrueType-Fonts implementiert. Die Druckauflösung war bereits auf den noch heute vorherrschenden Standard von 300 dpi erhöht worden.
Im Vergleich zu den bisher bekannten Retransfer-Kartendruckern begannen kleinere und leichtere Direkt-Kartendrucker ihren Siegeszug. Wie der Name bereits sagt, druckt diese Geräteklasse das Druckbild direkt auf die Kartenoberfläche. Einfachere Handhabung, niedrigere Druckkosten und kürzere Druckzeiten wurden dabei mit dem Nachteil eines nicht mehr randablaufenden Druckbildes erkauft.
Immer noch nachteilig war der Preis dieser Kartendrucker, der meist über 20.000 DM (Deutsche Mark) lag.
1996 sorgte die französische Firma Privilege für eine kleine Revolution auf dem Kartendruckermarkt. Sie produzierte einen kleinen 4-Farb-Thermosublimationsdrucker, der unter der Bezeichnung P300 geführt wurde. Dieser Drucker konnte vierfarbig und monochrom drucken und hatte eine Druckauflösung von 300 dpi. Das Besondere daran war der damalige Preis von unter 10.000 DM. Erstmals wurde ein Kartendrucker auch für den Endverbraucher zu einem lohnenden Investitionsgut, womit die Ära der massenhaften dezentralen Personalisierung von Plastikkarten begann.
1998 wurde durch die österreichische Firma Ulrich Electronic GmbH der TRW-Kartendrucker entwickelt, wobei TRW für Thermo-Re-Write-Druck stand. Auf der CeBIT 1999 wurde der Drucker unter der Bezeichnung CP2 vorgestellt. Man sprach jedoch noch nicht vom Thermo-Re-Write-Druck, sondern von der „ClearSet-Technologie“.

## Druckverfahren
Das Prinzip ist bei fast allen Kartendruckern gleich: Die Plastikkarte wird gleichzeitig mit einem Farbband an einem Thermo-Druckkopf vorbeigeführt. Durch von dem Druckkopf abgegebene Hitzeimpulse wird die Farbe vom Farbband auf die Karte übertragen. Die Standardauflösung beträgt beim Kartendruck 300 dpi (300 Druckpunkte pro inch bzw. 11,8 Druckpunkte pro mm). Einige Retransfer-Kartendrucker bieten für hochauflösende Sicherheitsanwendungen eine Druckauflösung von 600 dpi (z. B. für Mikroschriften oder Guillochen).
Es gibt verschiedene Druckverfahren, die sich im Detail unterscheiden:
Thermotransfer
Beim Thermotransfer-Verfahren werden zumeist vorbedruckte Plastikkarten monochrom (einfarbig) personalisiert. Hierbei wird die Farbe vom (monochromen) Farbband auf die Karte direkt „transferiert“.
Thermosublimation
Beim Thermosublimations-Verfahren kommen mehrzonige Farbbänder nach dem CMYK-Farbsatz zum Einsatz. Die zu bedruckende Karte wird mehrmals mit der jeweiligen Farbzone am Druckkopf vorbeigeführt. Die Farbe wird in Abstufungen direkt auf die Karte aufgedampft (sublimiert). So ist eine hohe Farbtiefe mit bis zu 16 Mio. Farben auf der Karte darstellbar. Üblicherweise kommt ein abschließendes klares Overlay zum Einsatz (YMCKO-Farbband), das den erfolgten Kartendruck deutlich haltbarer macht. Es schützt die personalisierte Plastikkarte vor mechanischem Abrieb und macht den Druck UV-beständig.
Retransfer-Verfahren
Beim Retransferkartendruck kommen im ersten Schritt mehrzonige Farbbänder nach dem CMYK-Farbsatz zum Einsatz. Der Druck erfolgt aber nicht direkt auf der Karte, sondern spiegelverkehrt auf einem Retransferband (auch Druckfilm). Das bedruckte Retransferband wird im 2. Arbeitsschritt heiß auf die Karte appliziert und laminiert diese. Der Vorzug des Retransfer-Verfahrens ist die Unabhängigkeit von der Kartenoberfläche. Insbesondere kontaktbehaftete und kontaktlose RFID-Chipkarten sind weitgehend problemfrei und randablaufend (over the edge) bedruckbar. Das auf die Karte laminierte Retransferband bildet dabei einen Schutz gegen Abrieb.
Thermo-Rewrite-Druckverfahren (TRW)
Im Gegensatz zu den anderen Verfahren wird beim Thermo-Rewrite-Verfahren die Karte nicht mit Hilfe eines Farbbands personalisiert, sondern eine in der Karte befindliche thermosensitive Schicht angeregt. Diese Karten können wiederholt personalisiert, gelöscht und wieder beschrieben werden. Häufigste Anwendungen sind der auf einer Chipkarte basierende Studentenausweis, dessen Gültigkeit sich jedes Semester ändert, und berührungslose Skipässe, die immer wieder neu ausgestellt werden.
Direct-to-card-Druckverfahren
DTC-Technik druckt die Farben durch Erhitzen eines Druckbandträgers unter einem Thermodruckkopf, wodurch die Übertragung der Farbe vom Farbband auf eine leere Karte funktioniert.
Offset-Druckverfahren
Das Offset-Druckverfahren wird angewendet, wenn hohe Auflagen von Karten bedruckt werden sollen. Durch dieses Verfahren lassen sich Farben im Rahmen der Corporate Identity (Pantone oder HKS) auf die Plastikkarte bringen. Die Bedruckung erfolgt über Druckplatten und Offsetfilm und lässt sich nicht mit einfachen Kartendruckern vollziehen. Das Druckbild ist hochauflösend und langanhaltend.

## Optionen
Neben dem reinen Kartendruck können Kartendrucker optional Magnetstreifen, kontaktbehaftete und kontaktlose RFID-Chipkarten lesen und kodieren. So können mit Hilfe von Kartendruckern Plastikkarten gleichzeitig optisch und logisch kodiert werden.
Man unterscheidet einseitige und beidseitige Kartendrucker mit automatischer Wendestation. Plastikkarten können auch nach der Personalisierung mit einem Laminat ausgestattet werden. Ziel der abschließenden Laminierung einer Plastikkarte ist die deutlich verlängerte Haltbarkeit und die erhöhte Fälschungssicherheit.

## Einsatz
Neben den klassischen Anwendungsbereichen Zeiterfassung und Zutrittskontrolle (insbesondere mit Fotopersonalisierung) haben sich unzählige weitere Anwendungen etabliert, z. B. für personalisierte Kunden- und Mitgliedskarten, im Sport-Ticketing und im öffentlichen Personennahverkehr zur Dauerkartenproduktion, für Schul- und Hochschulausweisproduktion sowie für die Erstellung nationaler ID-Cards.